# Chatichai Choonhavan
General Chatichai Choonhavan (5 de abril de 1920 - 6 de mayo de 1998), fue primer ministro de Tailandia desde 1988 a 1991. Anteriormente había sido Ministro de Asuntos Exteriores de 1975 a 1976. El 23 de febrero de 1991 fue depuesto mediante un golpe de Estado por los generales Sunthorn Kongsompong y Suchinda Kraprayoon. Era hijo del militar golpista Phin Choonhavan.